# IC 743
IC 743 ist eine Balken-Spiralgalaxie vom Hubble-Typ SBc im Sternbild Becher am Südsternhimmel. Sie ist schätzungsweise 165 Millionen Lichtjahre von der Milchstraße entfernt.
Das Objekt wurde am 19. April 1892 vom französischen Astronomen Stéphane Javelle entdeckt.